# بيث دانيال
بيث دانيال (بالإنجليزية: Beth Daniel)‏ هي لاعبة غولف ومعلقة رياضية أمريكية، ولدت في 14 أكتوبر 1956 في تشارلستون في الولايات المتحدة.

## وصلات خارجية
- بيث دانيال على موقع رابطة لاعبات الغولف المحترفات (الإنجليزية)
- بيث دانيال على موقع إن إن دي بي (الإنجليزية)